# Peintre officiel de la Marine
Pour les articles homonymes, voir POM.

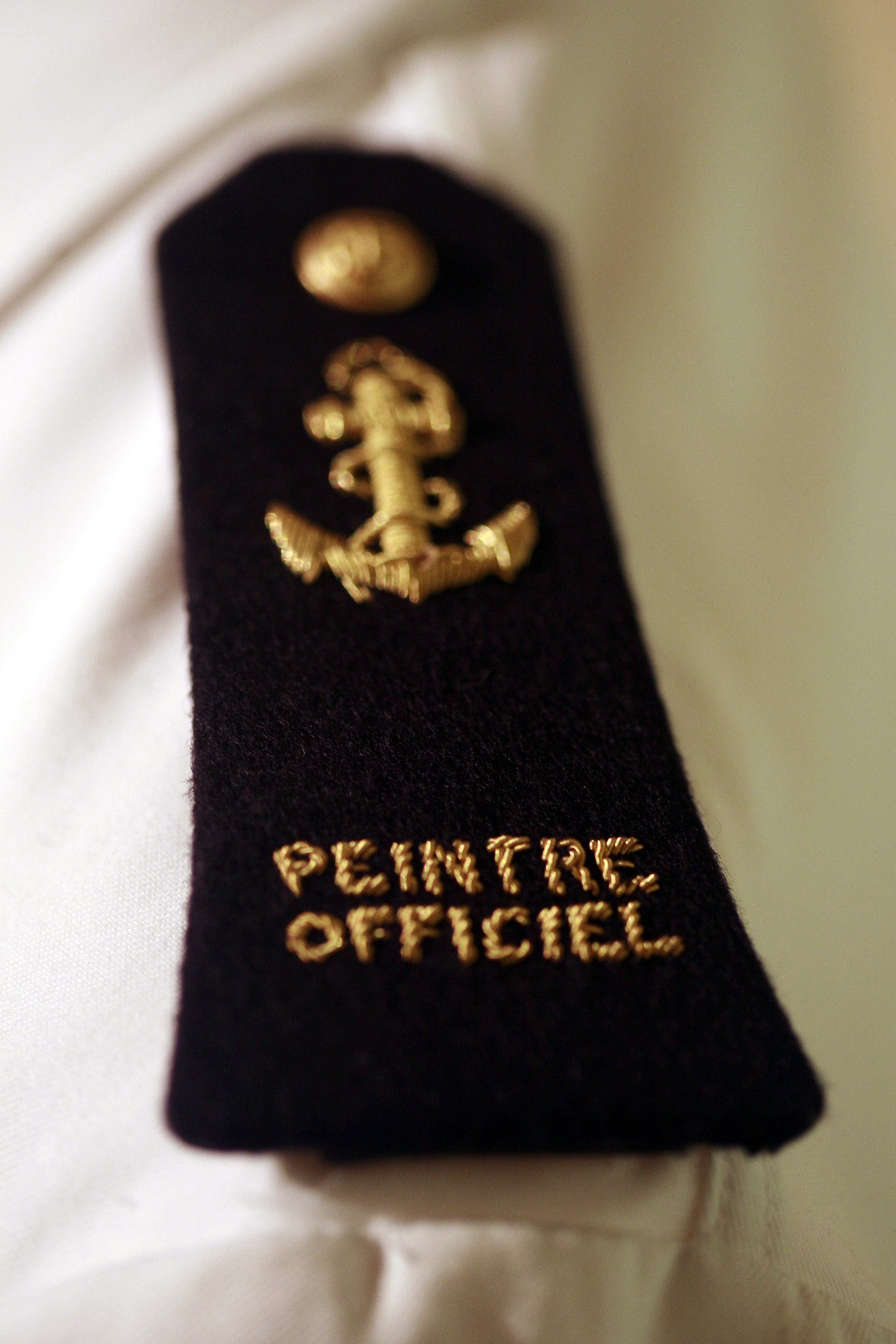
Épaulettes de peintre officiel de la Marine.

Le titre de peintre officiel de la Marine (POM) est accordé par le ministre français de la Défense à des artistes ayant consacré leur talent à la mer, à la Marine nationale et aux gens de mer. Il peut être attribué non seulement à des peintres mais également à des photographes, des cinéastes, des illustrateurs, des graveurs et des sculpteurs.
Le corps des peintres de la Marine perdure depuis 1830.

## Droits et privilèges

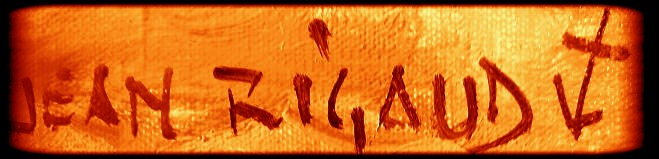
La signature de Jean Rigaud, en tant que peintre de la Marine.

Le titre ne donne droit à aucune rétribution mais accorde certaines facilités et privilèges :
- le titulaire a la possibilité d'embarquer sur des bâtiments de la Marine nationale ;
- le port d'un uniforme ;
- le statut de militaire d'active et une équivalence de grade[1] ;
- la signature de l'artiste sur ses œuvres est suivie d'une ancre de marine ;
- l'appartenance au Centre d'études stratégiques de la marine.

Les peintres agréés sont nommés pour trois ans par un jury présidé par un officier général de Marine et constitué d'officiers de marine et des peintres titulaires. Pour devenir peintre titulaire, il faut avoir été peintre agréé plus de quatre fois consécutives.

## Historique
Avant 1830, la « Royale » avait recours à de nombreux artistes. Ainsi, par exemple, le cardinal de Richelieu fit recruter Jean-Baptiste de La Rose (1612–1687) pour décorer les navires. Dans les années 1760, la Couronne commande à Joseph Vernet une série de vues des ports de France à des fins documentaires; laissée inachevée, cette série est finie par Jean-François Hue pendant la Révolution.
C'est la monarchie de Juillet qui inaugure de façon formelle l'inscription des peintres de la Marine à l'Annuaire en 1830 avec Louis-Philippe Crépin (1772–1851) et Théodore Gudin (1802–1880), les autorisant à porter un titre officiel permanent. Le corps s'enrichit en 1849 d'Eugène Le Poittevin, en 1853 de Léon Morel-Fatio. En 1860, il existe quatre peintres au Département de la Marine.
Si beaucoup d'auteurs de peintures de marines, familiers du Salon, restèrent en dehors de la liste officielle comme Eugène Isabey, Charles Mozin, ou Vincent Courdouan, et après presque un demi-siècle pendant lequel trois peintres seulement furent nommés, le corps des peintres de la Marine augmenta de onze noms durant la décennie 1880, puis de cinq en 1890, et de cinq autres l'année suivante. En 1900, ils sont 32. En 1914, ils sont 51.
Il faut attendre 1920 pour qu'un décret donne un statut beaucoup plus formel aux peintres de la Marine : le titre de « peintre du Département de la Marine » est accordé par le ministre de la Défense pour une période de cinq ans renouvelable à des artistes ayant consacré leur talent à l'étude de la mer, de la marine et de gens de mer. Ce titre ne donne droit à aucune rétribution mais seulement des facilités pour accomplir des missions dans les ports et sur les navires ainsi que la faculté d'ajouter une ancre à leur signature. En 1924, un nouveau décret vient modifier ce statut : le nombre des peintres de la Marine est limité à vingt et le titre est conféré pour une période de trois ans. Un Salon bisannuel est institué. Enfin, le décret de mars 1953 remanie le statut des peintres de la Marine. Dans les années 1930, Lucien-Victor Delpy, Marin-Marie, Roger Chapelet et Albert Brenet animèrent des promotions brillantes qui firent le renom de la nouvelle école française de peinture maritime.
C'est un décret du 2 avril 1981 qui règle aujourd'hui la définition et l'attribution du titre de peintre officiel de la Marine (POM). On compte un nombre insignifiant de femmes artistes avant le XXIe siècle, période à partir de laquelle ce titre admet un peu de mixité parmi ses rangs. Enfin, depuis au moins 1924, ce titre générique englobe d'autres types de plasticiens, et s'élargit aux photographes, sculpteurs, etc.
Souvent en marge des mouvements modernistes, mais pas totalement insensibles aux évolutions formelles, ils ont, aujourd'hui, le sentiment de prolonger la grande école de peinture des bords de mer et des ciels marins initiée dès l'époque romantique, et ils s'honorent d'avoir compté dans leurs rangs des artistes aussi prestigieux que Félix Régamey, Félix Ziem, Paul Signac, Albert Marquet, Eugène-Louis Gillot ou encore André Hambourg. En 2020, quarante-trois artistes portent le titre de peintre officiel de la Marine.

## Peintres officiels de la Marine nommés depuis 1830

### XIXesiècle
- 1830 : Louis-Philippe Crépin, Théodore Gudin
- 1849 : Eugène Lepoittevin
- 1853 : Léon Morel-Fatio
- 1867 : Pierre Émile de Crisenoy
- 1875 : Charles Longueville
- 1876 : François Geoffroi Roux
- 1880 : François Pierre Barry
- 1882 : Ludovic-Napoléon Lepic, Paul Gallard-Lépinay
- 1883 : Michel Willenich, Charles Charlay-Pompon
- 1885 : Gaston Roullet, Édouard Adam
- 1886 : Théodore Weber
- 1887 : Gustave Bourgain
- 1888 : Marie-Nicolas Saulnier de La Pinelais
- 1889 : Eugène Dauphin
- 1890 : Léon Couturier, Gustan Le Sénéchal de Kerdréoret, Augustin Marcotte de Quivières, Octave de Champeaux, Eugène d'Argence
- 1891 : Émile Maillard, Louis Dumoulin, Eugène Chigot, Paul Jobert, Paul Bertrand
- 1892 : Raymond Moisson (1865-1898)
- 1893 : Théophile Poilpot
- 1895 : Paul Alphonse Marsac, Paul Liot
- 1896 : Camille Félix Bellenger, Léon-Gustave Ravanne
- 1898 : Gustave Vient, Arvid Claes Johanson
- 1899 : François Cachoud, Émile Noirot, Marius Perret
- 1900 : Gilbert Galland, Fernand Legout-Gérard, Paul Merwart, Roch de Villars

### Première moitié duXXesiècle
- 1901 : Marius Roy, Félix Ziem
- 1902 : Paul-Henri Simons (1865-1932)
- 1903 : Félix Régamey
- 1904 : Gustave-Henri Aubain, Paul Place-Canton, Auguste Berthon
- 1905 : Gustave Fraipont, Louis-Édouard de Jarny, Maxime Noiré, Fernand Olivier, Fernand Guey
- 1906 : Albert Sébille [3]
- 1907 : Pierre Gatier
- 1908 : Valentin Émile Berthélemy, Ernest Jean Chevalier (1862-1917), André Delaistre (1865-1931), Charles Fouqueray
- 1909 : Robert Dumont-Duparc
- 1910 : Alphonse Chanteau, Gabriel Chanteau, François-Henri Gauthier, Léon Pierre Félix, Henri Farré, Eugène François Deshayes
- 1911 : Lucien Laurent-Gsell, Arnould Moreaux
- 1912 : L.-E. Dauphin, Fernand Salkin
- 1914 : André Nivard, Clovis Cazes
- 1915 : Paul Signac
- 1916 : Maxime Maufra, Lucien Jonas, Robert Desouches
- 1917 : Georges Taboureau dit Sandy-Hook
- 1918 : Marius Roux-Renard, Léon Haffner, J. Lancelin, Henri Lebasque
- 1919 : Auguste Matisse
- 1921 : Henri Gervèse, Guy Arnoux, Pierre Bodard, Louis Bonamici, Eugène-Louis Gillot, Paul Morchain, René Pinard, Henri Eugène Callot, Paul Émile Lecomte, Mathurin Méheut, Frédéric Montenard
- 1922 : André Dauchez, Bernard Lachèvre, Fernand Lantoine, C. Martin-Sauvaigo, Jean-Louis Paguenaud,
- 1923 : Llano-Florez, G. F. Roussel, Raoul du Gardier
- 1924 : Edmond Barbarroux, Jean-René Carrière, Paul Levéré, Maurice Moisset, René Quillivic, G. Rollin de Vertury, Jean Roque, André Theunissen, Pierre Le Conte (1894-1946)
- 1925 : Lucien Ludovic Madrassi, Vitalis Morin, Gérard Cochet, Gabriel Drageon
- 1926 : Gustave Alaux, Jean-Baptiste Roubaux, Henri Alphonse Barnoin
- 1927 : José Gaboriaux
- 1928 : Auguste Silice, Adolphe Gaussen, M. Gaussen
- 1929 : Maurice Guyot, dit Guy Loë
- 1930 : François Alaux
- 1931 : Lucien-Victor Delpy
- 1933 : Jean-Gabriel Daragnès, Bernard Roy, Pierre Roy, Lucien Simon, Michel Vilalta (1870-1943)
- 1934 : Étienne Blandin
- 1935 : Marin-Marie
- 1936 : Albert Brenet, F. Pascal, Maurice Ménardeau, Pierre-Bertrand, L. Dalloz, Pierre Bompard, Roger Chapelet, René-Yves Creston, Jim Sévellec, André Verdihlan, J. Lacombe
- 1938 : J. Maxence
- 1940 : Auguste Goichon
- 1942 : Étienne de Bertier de Sauvigny, Jean Bouchaud, Henri Cahours, Horace Cristol, G. Guiraud, Emmanuel Marcel-Laurent, Pierre Péron
- 1943 : Lucien Martial, Paul Perraudin
- 1944 : Luc-Marie Bayle, Fernand Herbo, Pierre Noël
- 1945 : Edmond Ceria, Jean Helleu, André Lemoine, Albert Marquet, Léopold Pascal
- 1947 : Hervé Baille, Valdo Barbey, F. Decaix, André Bizette-Lindet, G. Fouille, Henry de Waroquier
- 1948 : Philippe Dauchez, Charles Lapicque

### Seconde moitié duXXesiècle
- 1952 : Charles Cerny, François Desnoyer, Jean Even, André Hambourg
- 1955 : Roger Bezombes
- 1956 : Jean Delpech, Jean Rigaud
- 1957 : Louis Chervin
- 1959 : Jacques Boullaire, Léon Gambier
- 1960 : Max Henri Jacques Douguet
- 1962 : Pierre Brette (à titre posthume), Albert Decaris
- 1963 : Gustave Hervigo
- 1973 : François Baboulet, Jacques Bouyssou, Marcel Depré, Michel King, Gaston Sébire, Robert Yan
- 1975 : Jean-Pierre Alaux, François Bellec, Jacques Courboulès, Jean Dieuzaide
- 1977 : Michel Hertz, Jean-Jacques Morvan
- 1979 : Jean Le Merdy, Roger Montané, Jean Peltier
- 1981 : Arnaud d'Hauterives, Marc Monkowicki, Claude Schürr
- 1983 : André Bourrié, Jean-Marie Chourgnoz[4], Serge Markó
- 1987 : Michel Bernard, Michel Bez, Robert Savary
- 1989 : Jean Cluseau-Lanauve, Jean-Gabriel Montador, Michel Tesmoingt, Jean-Paul Tourbatez
- 1991 : Marc-Pierre Berthier, Michel Jouenne, Philip Plisson, Stéphane Ruais
- 1993 : Paul Ambille, Pierre Courtois, François Perhirin
- 1995 : Jacques Coquillay, Christiane Rosset
- 1997 : Alain Bailhache, Christoff Debusschere, Claude Fauchère, Jean-Pierre Le Bras
- 1999 : Roland Lefranc

### XXIesiècle
- 2001 : Patrick Camus, Ronan Olier, John Pendray
- 2003 : Michèle Battut, Michel Bellion, Titouan Lamazou, Christian Le Corre, Richard Texier, Jean-Marie Zacchi
- 2005 : Yann Arthus-Bertrand, Éric Bari, Jean Lemonnier, Anne Smith[5], Dirk Verdoorn
- 2008 : Jean Gaumy[6], Nicolas Vial[7]
- 2010 : Marie Détrée-Hourrière, Jacques Rohaut, Olivier Dufaure de Lajarte, Guy L'Hostis
- 2012 : Sylvie Du Plessis, Jean-Pierre Arcile, Yong-Man Kwon
- 2015 : François Legrand, Jacques Perrin[8]
- 2018 : Olivier Desvaux, Alain Jamet, Hélène Legrand, Bertrand de Miollis, Thierry des Ouches
- 2021 : Emmanuel Lepage[9], Raphaële Goineau, Jonathan Florent, Ewan Lebourdais[10]